# トレイシー (カリフォルニア州)
トレイシー（Tracy）は、アメリカ合衆国カリフォルニア州のサンホアキン郡にある都市。人口は9万3000人（2020年）。ストックトンの南西35キロメートルに位置している。

## 概要
カリフォルニア州の農業地帯であるセントラル・バレーにあり、伝統的に農業が盛んな都市である。近年はサンフランシスコ・ベイエリアの住宅価格が高騰しているため 、安価な住宅を求める若い夫婦の定住先として注目されており人口増加が続いている。サンフランシスコからの距離は100キロメートルである。サンノゼ方面にはアルタモント通勤急行が利用できる。

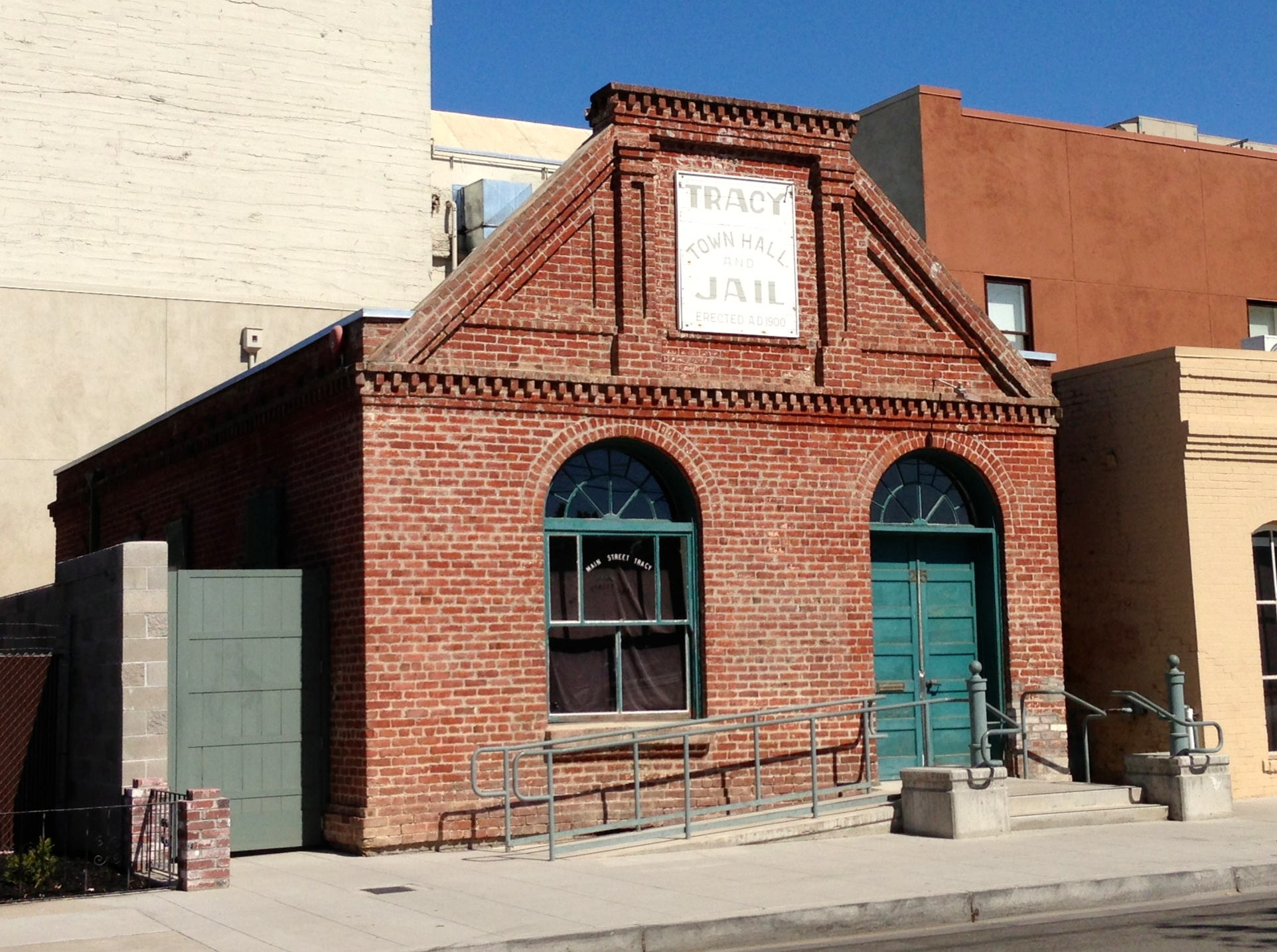
旧町役場・拘置所

北海道芽室町の姉妹都市である。